# Bokura no Ameiro Protocol
Bokura no Ameiro Protocol (僕らの雨いろプロトコル?), también conocida como Our Rainy Protocol o Protocol: Rain en inglés, es una serie de televisión de anime original creada por Team Kitsune y producida por el estudio Quad.
La serie cuenta con doce episodios, y se emitió entre octubre y diciembre de 2023.

## Personajes
Shun Tokinoya (時野谷瞬 Tokinoya Shun?)
 Seiyū: Kensho Ono
Yū Saegusa (三枝悠宇 Saegusa Yū?)
 Seiyū: Sora Amamiya
Nozomi Inazuki (稲月望 Inazuki Nozomi?)
 Seiyū: Inori Minase
Mio Tokinoya (時野谷美桜 Tokinoya Mio?)
 Seiyū: Momo Asakura
Akito Sendō (仙堂暁斗 Sendō Akito?)
 Seiyū: Ryōhei Kimura
Ryūsei Nagamine (長嶺 流星 Nagamine Ryūsei?)
 Seiyū: Tomokazu Sugita
Mutsuki Naitō (内嶋 睦生 Naitō Mutsuki?)
 Seiyū: Yoshitsugu Matsuoka
Seshiru Satō (佐藤 星詩流 Satō Seshiru?)
 Seiyū: Kaede Hondo
Emiko Takanashi (小鳥遊 恵美子 Takanashi Emiko?)
 Seiyū: Azumi Waki

## Producción y lanzamiento
Esta serie fue creada por Quad y dirigida por Daishi Kato, con Yasutaka Yamamoto como director jefe y supervisando los guiones de la serie basados en un borrador de la historia original de Kotsukotsu junto con Katsuhiko Takayama, Kanna Hirayama adaptando los diseños de personajes originales de booota para la animación, y Satoru Kōsaki y Monaca componiendo la música. La serie se estrenará el 8 de octubre de 2023 en el bloque de programación NUMAnimation de TV Asahi. El tema de apertura es "S9aiR" de SennaRin, mientras que el tema de cierre es "Another Complex" de Somei. Crunchyroll obtuvo la licencia de la serie en América del Norte, América Latina, Oceanía y territorios seleccionados de Asia y Europa. Muse Communication obtuvo la licencia de la serie en el Sudeste Asiático.